# Stjepan Basariček
Stjepan Basariček (Ivanić-Grad, 27. travnja 1848. – Zagreb, 23. ožujka 1918.), hrvatski pedagog.
Zaslužan je za staleško organiziranje hrvatskih učitelja. Jedan je od osnivača i predsjednik "Hrvatskog pedagoško-književnog zbora". Surađivao je u izradi školskih zakona, pisanju nastavnih osnova, planova i programa. 
Suradnik je i urednik časopisa "Napredak" te pokretač "Pedagogijske enciklopedije". Utemeljitelj je pedagogijske teorije u Hrvata. Napisao je mnogo rasprava, a i prve pedagoške udžbenike.

## Djela
- "Teorija pedagogije ili nauk o uzgoju",
- "Povijest pedagogije",
- "Opća nauka o obuci".

## Vanjske poveznice
- Hrvatski biografski leksikon